# Talipariti simile
Talipariti simile là một loài thực vật có hoa trong họ Cẩm quỳ. Loài này được (Blume) Fryxell mô tả khoa học đầu tiên năm 2001.